# Нова Бистра
Нова Бистра — пасажирський зупинний пункт Коростенської дирекції Південно-Західної залізниці, розміщений на дільниці Житомир — Фастів I між станціями Житомир (відстань — 6 км) і Станишівка (5 км). Відстань до ст. Фастів I — 95 км.
Знаходиться на південно-східній околиці Житомира.
Виник у 1980-х роках. У 2011 році дільницю, на якій розташована платформа, електрифіковано.